# Tall al-Fachchar
Tall al-Fachchar (arab. تل الفخار) – wieś w Syrii, w muhafazie Al-Hasaka. W 2004 roku liczyła 543 mieszkańców.